# 기사수도회

성전 기사단의 기.

기사수도회(騎士修道會, 라틴어: ordo militaris, 영어: military order)는 십자군 시대에 수복된 성지 예루살렘으로 순례하는 기독교 신자의 보호 및 지원을 목적으로 설립된 천주교 수도회의 일종이다. 성전 기사단, 몰타 기사단, 튜턴 기사단이 모두 이러한 기사수도회의 일종으로서, "아무개 기사단" 같은 식으로 불리기에 오해의 여지가 있지만 그 정확한 지위와 기사단원의 공적 신분은 수도자 서원을 한 수도사이지 기사가 아니다. 사실 진짜 기사들의 기사단이 기사수도회를 모방해 만들어진 것이다.
1118년에 창설되어 1128년에 공인된 성전 기사단이 그 시초로, 세인트존 병원 수도회와 독일의 성모 마리아 병원수도회도 기사수도회로 발전하여 각각 구호 기사단과 튜턴 기사단이라고 불리게 되었다. 템플 기사단과 구호기사단은 서유럽 각지에서 기부받은 많은 영지에 바탕한 풍부한 재력을 바탕으로 팔레스타인 및 레반트 지역의 무슬림과의 항쟁에 앞장섰다. 13세기 말 레반트의 십자군 국가들이 차례차례 살라딘에게 멸망당하면서 템플 기사단은 프랑스 왕의 견제를 받아 토벌당하지만, 구호기사단은 로도스섬으로 근거지를 옮겨 무슬림과의 싸움을 계속했다.
한편 1198년에 성립된 독일 기사단은 레반트 지역과는 별 관계를 맺지 않고, 신성로마제국 황제 프리드리히 2세의 칙서를 받아 발트해 연안의 프루센과 리보니아 등 유럽계 이교도 민족들을 토벌하는 북방 십자군에 종사했다. 독일기사단은 이후 라트비아의 비기독교인 토벌에 종사하던 검의 형제기사단을 흡수, 발트해 연안에 튜턴 기사단국을 건국하여 하나의 국가로서 번영한다. 그러나 기사단국은 이후 폴란드 왕국과 대립하여 1410년 타넨베르크 전투에서 패배한 이후 쇠락의 길을 걷고, 1525년 기사단 총장 알브레히트가 루터교로 개종함으로써 폴란드 왕의 제후가 되니 이것이 프로이센의 시작이다.
결론적으로 현대까지 남아 있는 기사수도회는 구호기사단이 유일하며, 로도스에서 몰타로 다시 근거지를 옮겨 오늘날은 몰타 기사단이라고 불리고 있다.

## 목록

### 국제적 활동
- 몰타 기사단
  - 구호 기사단
- 구출 기사단
- 성묘 기사단
- 성전기사단
- 성 나사로 기사단
- 튜턴 기사단

### 국가적 활동
- 드라곤 기사단
- 생 미셸 기사단
- 산티아고 기사단
- 칼라트라바 기사단
- 아비스 군령 기사단
- 몬테사 기사단
- 알칸타라 기사단
- 황금양모 기사단
- 성 스테파노 기사단
- 콜럼버스 기사단

## 같이 보기
- 기사단
- 훈장